# Stjepan II
Stefan II av Kroatien, död 1091, var en kroatisk monark. Han var kung av Kroatien från 1089 till 1091.